# Bataille de la mer de Barents
Seconde Guerre mondiale
Batailles
Bataille de l'Atlantique
- Bataille des Caraïbes
- Blocus allié de l'Allemagne
- Guerre météorologique
- Bataille du Rio de la Plata
- Opération Berlin
- Bataille du détroit de Danemark
- Opération Neuland
- Torpedo Alley
- Opération Paukenschlag
- Opération Postmaster
- Opération Cerberus
- Opération Biting
- Opération Chariot
- Bataille du Saint-Laurent
- Opération Frankton
- Bataille de la mer de Barents
- Mai Noir
- Bataille du cap Nord
- Opération Stonewall
- Opération Teardrop

Front d'Europe de l'ouest

Front d'Europe de l'est

Campagnes d'Afrique, du Moyen-Orient et de Méditerranée

Guerre du Pacifique

Guerre sino-japonaise

Théâtre américain
La bataille de la mer de Barents est une bataille navale qui a eu lieu dans les derniers jours de 1942 dans l'océan Arctique. Elle a opposé l'escorte du convoi JW 51B, destiné à l'Union soviétique, à une division de la Kriegsmarine alignant le croiseur lourd Admiral Hipper, le cuirassé de poche Lützow et plusieurs destroyers de l'Opération Regenbogen.
L'escorte britannique, soutenue en cours de combat par la « force R » du contre-amiral Robert Burnett de la Royal Navy, a empêché les Allemands de couler un seul des cargos composant le convoi.

## La situation militaire
À la fin de l'année 1942, la Seconde Guerre mondiale voit se dérouler les batailles de Stalingrad, Guadalcanal, El-Alamein. Le IIIe Reich est au plus haut de son expansion. Seule, l'Union soviétique combat encore sur le sol européen. Les Alliés envisagent des débarquements, mais ne sont pas encore prêts pour donner l'assaut à la forteresse Europe.
Pour aider l'URSS, les Alliés envoient d’importants tonnages de matériel militaire, par voie maritime, à destination des ports de Mourmansk et Arkhangelsk sur la mer Blanche. Les cargos sont groupés en convois dits de l'Arctique, protégés par des escorteurs et, quelquefois, par des navires de ligne. Pendant toute la durée de la guerre, quarante convois seront formés, totalisant 792 cargos. Les pertes, très variables d'un convoi à l'autre, se montant globalement à 7,5 %.
Le dispositif allemand pour rompre cette route d'approvisionnement est basé en Norvège, que les convois doivent longer pour aller en Russie, la banquise leur interdisant de s'en éloigner. Il comprend des navires de guerre, ainsi que des U-Boote et de l’aviation. Les U-Boote et les avions patrouillent pour repérer les convois et les signaler. Ils sont alors attaqués par des navires de surface, des meutes de sous-marins ou des escadrilles d'avions, bombardiers ou torpilleurs.

## Les adversaires en présence

### Forces alliées

#### Convoi
Le convoi se compose de 14 navires marchands, de différentes nationalités. Il s'organise en quatre rangées de trois ou quatre cargos. Chaque rangée est distante d'environ 1 km des autres, et chaque cargo distant de 400 mètres de celui qui le suit ou de celui qui le précède. L'allure est réglée sur celle du navire le plus lent, en l'occurrence 8 nœuds.
Le convoi est sous la direction du « commodore ». Pour ce convoi, il s'agit d'un retraité, le capitaine de vaisseau R.A. Melhuish. Il a embarqué sur le cargo Empire Archer dont le poste sera la tête de la seconde colonne de droite. Le rôle du commodore est de diriger le convoi, de s'assurer de sa bonne marche ; mais il n'a aucune autorité sur l'escorte.
Pour donner un exemple, c'est le commodore qui va ordonner l'organisation du convoi, selon un schéma qu'il a exposé, avant le départ, à l'ensemble des capitaines des cargos. Ceux-ci sortent à la queue leu-leu du port, puis le commodore fait un signal, « RZ2 » au cas particulier, et les navires passent en deux colonnes, ceux de rang impair déboîtant. Après, au signal « RV », la moitié arrière de chaque colonne déboîte à son tour pour former les quatre colonnes du convoi durant la traversée.
C'est aussi lui qui indique la vitesse à donner. En général, le commandant de l'escorte passe ses décisions au commodore qui donne alors les ordres aux navires du convoi.
Pour la marche, le convoi fait des zigzags. Chaque navire possède une horloge particulière dont le bruiteur indique le moment du changement de direction, dont l'ampleur a été fixée avant le départ. Cette marche en zigzags vise à gêner les attaques des sous-marins. Les torpilles ne sont pas équipées, à l'époque, de systèmes d'autoguidage et leur trajectoire doit être calculée et programmée à l'avance. Les calculs se font donc en fonction de la route estimée du convoi. Si celui-ci change de route, le tir devient inutile ou impossible.
Ce convoi de petite taille transporte dans ses cales, ou dans des caisses amarrées sur le pont, 2 040 camions, 202 chars d'assaut, 87 avions de chasse, 33 bombardiers. Il transporte aussi 54 321 tonnes de fournitures diverses, qui vont de lingots de cuivre ou de zinc aux explosifs, en passant par des rations K... Deux pétroliers transportent pour leur part 20 120 tonnes de mazout et 12 650 tonnes de kérosène.

#### Groupe d'escorte
Le groupe d'escorte est sous les ordres du capitaine de vaisseau Robert Sherbrooke, commandant la 17e flottille de destroyers.
Il se compose de cinq destroyers de la classe O, quasi-neufs. Ce sont les destroyers HMS Onslow, HMS Obedient, HMS Obdurate, HMS Orwell et HMS Oribi. Seuls deux d'entre eux possèdent des canons modernes de 120 mm ; les autres sont équipés de vieilles pièces de 114 mm retrouvées dans un recoin de l'arsenal.
Il y a en plus le destroyer HMS Achates, plus ancien, les corvettes HMS Rhododendron et HMS Hyderabad, le dragueur de mines HMS Bramble, les chalutiers militaires Vizalma et Northen Gem.
L'escorte entoure le convoi. La disposition prévue par Sherbrooke met en avant le dragueur ainsi que l'une des corvettes, en éclaireurs. HMS Onslow est en tête de convoi, HMS Obedient et HMS Obdurate sur le flanc droit, HMS Oribi et HMS Orwell sur le flanc gauche. HMS Achates est sur l'arrière-gauche. Les chalutiers prolongent les colonnes du centre du convoi, et la corvette HMS Rhododendron en serre-file.

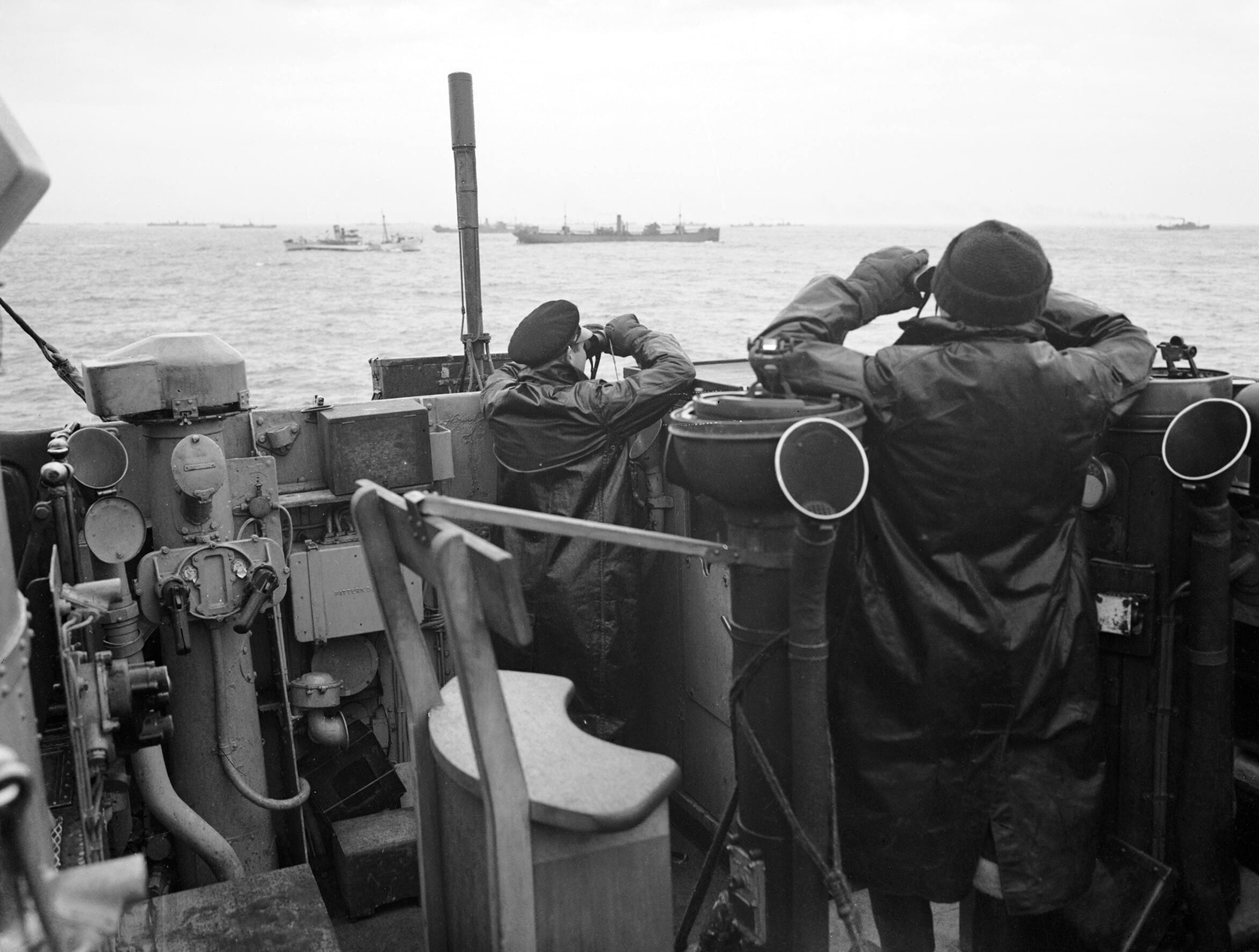
Sur la passerelle d'un escorteur, en l'occurrence un destroyer, à la recherche de sous-marins (oct. 1941).

Pour éviter d'être repérés, les communications radio sont interdites. Les bateaux signalent par pavillon ou en morse par projecteur, même s'il existe un système de téléphonie à courte distance, difficilement repérable par les postes d'écoute ennemis. Les mauvaises conditions météo feront que le HMS Onslow, pour donner un ordre à l'un des bâtiments d'escorte, devra souvent passer par l'intermédiaire d'un autre escorteur chargé de répéter le signal. Par exemple, quand le HMS Obdurate recevra l'ordre d'identifier les torpilleurs supposés russes, le HMS Obedient servira de relais.

#### Force de soutien
Elle se compose de la 10e division de croiseurs du contre-amiral Robert Burnett, HMS Sheffield et HMS Jamaica. Le premier est de la classe "Southampton" et le second de la classe Fiji. Ils disposent chacun de 12 pièces de 152 mm, en 4 tourelles triples, et sont de taille à se mesurer aux croiseurs allemands. Ils sont accompagnés de deux destroyers, HMS Matchless et HMS Opportune.
Plus loin, trop loin pour intervenir, se trouvent aussi le cuirassé HMS Anson et le croiseur lourd HMS Cumberland, accompagnés de 5 destroyers.
En outre, neuf sous-marins, dont un polonais et un hollandais, sont déployés devant les bases allemandes de Norvège, dans l'espoir de torpiller les unités allemandes qui voudraient gagner la haute mer.

### Forces allemandes
Les forces allemandes sont commandées par le vice-amiral Oskar Kummetz qui dirigera l'opération Regenbogen (Arc-en-ciel). Cette opération est approuvée par Hitler sur proposition de l'état-major de la Marine. Il existe une dissension entre le dictateur nazi et les amiraux. Elle est née après la destruction du Bismarck. Pour des raisons de prestige, au moins, il refuse que soient engagées dans des opérations à risque des grandes unités de surface de la Kriegsmarine. Il sait que ses marins n'ont pas le mordant des Britanniques. Les amiraux espèrent donc le faire changer d'opinion en lui offrant une victoire. Le désastre du convoi PQ17, les pertes élevées infligées au PQ18 leur permettent d'espérer détruire le prochain convoi.
À cette époque, les Allemands disposent d'un bon nombre de navires embusqués en Norvège. En fonction de la saison, les convois ont une route de 1 500 à 2 000 milles nautiques à parcourir. Suivant la place de la banquise, la moitié du trajet est à portée de l'aviation. Ils doivent passer à 200 milles de l'Altafjord, voire 50 à 100 milles des bases les plus au Nord, comme Kirkenes ou Petsamo.
À Altafjord, mouillent le croiseur lourd Admiral Hipper, le cuirassé de poche Lutzow, le croiseur léger Köln et 5 destroyers.
À Trondheim, sont basés le navire de ligne Tirpitz et trois destroyers.
À Narvik, attendent le croiseur léger Nurnberg et un destroyer.
Pour le début de l'année 1943, le Scharnhorst, le Prinz Eugen et cinq destroyers supplémentaires sont attendus.
Deux flottilles de sous-marins sont basées en Norvège.

#### Bâtiments de combat
- L'Admiral Hipper est un croiseur lourd portant 4 tourelles doubles de 203 mm.
- Le Lutzow est un cuirassé de poche de classe Deutschland armé de deux tourelles triples de 280 mm. C'est un sister ship de l’Admiral Graf von Spee, sabordé au début de la guerre, et de l’Admiral Scheer. Il fut baptisé Deutschland, mais Hitler ordonna d'en changer le nom en février 1940 pour éviter que les alliés ne puissent se targuer d'avoir « coulé l'Allemagne ».

#### Destroyers
Six destroyers sont désignés pour participer à l'opération.
Ils sont de deux types différents :
- Le Z 4 Richard Beitzen, le Z 6 Theodor Riedel et le Z 16 Friedrich Eckoldt sont armés de canons de 127 mm.
- Les Z 29, Z 30 et Z 31, armés, eux, de canons de 150 mm.

Le conducteur de flottille est le Z 16.

#### Ordres donnés
Le vice-amiral  Oskar Kummetz a prévu d'étager les six destroyers en ligne pour dénicher le convoi. Les bâtiments de combat seront sur les ailes, le Hipper au nord-ouest, le Lutzow au sud. Il s'agira de surprendre le convoi à l'aube.
Ce plan est relativement simple. Les ordres adressés à l'amiral le compliquent : «...ne pas engager le combat avec adversaires de force égale, afin d'éviter risques trop grands pour les croiseurs... ». Cette prudence exigée explique pour une bonne part le peu de succès des Allemands.

## Chronologie des événements
Le convoi appareille le 22 décembre 1942 à 14 h 15 du Loch Ewe, en pleine tempête (force 12 sur l'échelle de Beaufort !)
Le 24, un Condor est vu et les Britanniques pensent qu'il a les a repérés. Le sous-marin, U-354 est le premier à signaler le convoi, indiquant dans son message que son escorte est de faible importance.

Localisation de la bataille

La tempête disperse une partie du convoi. Pour donner une idée de sa violence, les tourelles avant des navires sont tournées au maximum vers l'arrière, pour éviter d'être endommagées. Cela n'empêchera pas deux des quatre tourelles du HMS Onslow d'être hors d'état de servir quand le navire de Sherbrooke attaquera l' Hipper.
Une partie des escorteurs est envoyée rallier les égarés, mais le HMS Oribi ne retrouvera jamais le convoi, tout comme le HMS Bramble, qui aura le malheur de tomber sur l'escadre allemande.
Les Allemands ont appareillé, passant inaperçus des sous-marins alliés qui les guettent.
Le 31 décembre, l' Hipper et le Lutzow s'écartent, accompagnés chacun de trois destroyers. Leur objectif est de se trouver à 8h00 à 75 milles d'écart, de chaque côté de leur proie.
Vers 9h15, les Britanniques distinguent les silhouettes de plusieurs bâtiments. Comme ce sont peut-être les Russes annoncés, le HMS Obdurate reçoit l'ordre de les identifier. Les nouveaux venus ouvrent le feu.
L' Hipper arrive du Nord et fait feu. Malgré la disproportion des forces, le HMS Onslow et le HMS Orwell se lancent à l'attaque du croiseur. En même temps, le convoi met cap au sud-est et le HMS Achates tend un rideau de fumée pour le dissimuler.
La réaction alliée rend hésitant le croiseur allemand qui craint des attaques à la torpille. Le convoi se dirige droit vers le cuirassé de poche.
L' Hipper rompt le combat à la faveur d'une bourrasque de neige qui ajoute ses effets au rideau de fumée qu'il produit également. Les destroyers restent entre sa position estimée et le convoi. La même scène aura lieu plusieurs fois : L' Hipper apparaît pour tirer sur le convoi. Les deux escorteurs lui envoient des salves, sans effet sur sa cuirasse et simulent des attaques à la torpille, que le croiseur évite en s'éloignant dans la tempête.
Vers 10h15, c'est la quatrième attaque des Britanniques, qui simulent des lancers de torpilles. Le HMS Onslow est touché par un obus de 203 mm. L'obus éventre la cheminée et ses éclats ravagent la passerelle. Deux autres viennent le frapper à l'avant, détruisant ses deux canons avant. Sherbrooke, gravement blessé au visage, finit par remettre le commandement au HMS Obedient.
Puis c'est le tour du HMS Achates, qui continue bravement à tendre des rideaux de fumée pour masquer le convoi, d'encaisser des projectiles de 203 mm. Sa coque crevée, il finira par sombrer. La petite corvette Hyderabad le remplace alors dans sa tâche de protection, aidée par un cargo qui largue des séries de bouées fumigènes.
Les Allemands n'exploitent pas leurs succès. Les conditions météo déplorables, les bourrasques de neige et les vents violents, qui limitent la visibilité et les ordres de prudence, les incitent à ne prendre aucun risque, rompant sans cesse le combat avant de revenir au contact. Les destroyers restent en support et ne lancent pas d'attaque, ce qui aurait augmenté les chances allemandes de parvenir à détruire le convoi.
Le dragueur de mines HMS Bramble, isolé, est coulé par l' Hipper. Au sud, le Lutzow rate son intervention, le convoi passant sur son arrière sans être remarqué.
À 11h32, l' Hipper signale par radio qu'il est «...au combat avec l'escorte... pas de croiseur à proximité du convoi... ». Quelques minutes plus tard, des salves de 152 mm s'abattent autour de lui. L'ayant repéré au radar, les croiseurs de Burnett ont identifié le croiseur allemand à la lueur de ses tirs. Il reçoit un coup au but, qui met hors de service l'une de ses trois chaudières, ramenant sa vitesse à 15 nœuds. Il tourne au nord pour se porter à la rencontre de ces nouveaux arrivants et est touché encore deux fois, mettant le feu au hangar de son hydravion.
L' Hipper rompt le combat. Ses destroyers le confondent avec le HMS Sheffield, ce qui entraîne la perte du Z-16 Friedrich Eckoldt.
À 12h00, le Lutzow a retrouvé le convoi sur lequel il tire avec ses projectiles de 280 mm. À longue distance, 16 km, il ne fait que toucher le HMS Obdurate. Peu après, l'escadre allemande se retire.
L'escorte peut se prévaloir d'une victoire. Aucun cargo n'a été détruit, au prix de la perte de trois escorteurs et de plusieurs autres endommagés.

## Conséquences de la bataille
À la suite de cette bataille Hitler décide de limiter sa flotte de surface et de tout miser sur la guerre sous-marine, remplaçant le grand amiral Erich Raeder par Karl Dönitz.
Il apprend des Britanniques  les résultats de la bataille, la marine allemande ayant piteusement pris son temps pour livrer sa version.
D'une certaine manière, ce combat aura été la victoire la plus rentable de la Royal Navy durant ce conflit. Au prix de quelques escorteurs, elle aura obtenu la neutralisation de la flotte de surface de son adversaire. Elle renforce surtout le complexe d'infériorité de la Kriegsmarine face à la Royal Navy. Jamais le cuirassé Tirpitz n'osera sortir en mer pour attaquer d'autres convois et, lorsque le Scharnhorst s'y risquera ce sera pour être coulé par le cuirassé Duke of York.
Cette victoire stratégique est cependant passée quelque peu inaperçue à l'époque.

## Littérature
Les rudes conditions de la guerre des convois sont dépeintes notamment par deux romans écrits dans les années 1950 par des marins ayant participé à ces combats :
- Nicolas Monsarrat, La mer cruelle [EO 1951], Ed. Phebus, 2004  (ISBN 2752900082)
- Alistair MacLean, HMS Ulysses [EO 1955], Ed. Ancre de Marine, 2005  (ISBN 2841411982)